# SN 1961G
SN 1961G – supernowa odkryta 5 maja 1961 roku w galaktyce MCG +04-25-12. W momencie odkrycia miała maksymalną jasność 18,20m.